# Robert A. Lovett

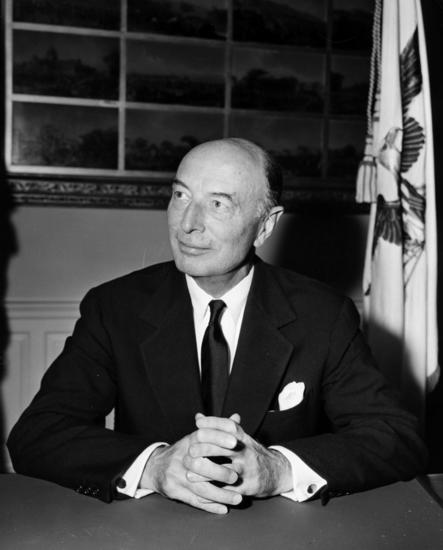
Robert A. Lovett (1951)

Robert Abercrombie Lovett (* 14. September 1895 in Huntsville, Texas; † 7. Mai 1986 in Locust Valley, New York) war ein US-amerikanischer Politiker. Er war vom 1. Juli 1947 bis zum 20. Januar 1949 stellvertretender Außenminister der Vereinigten Staaten. Danach war er von 1950 bis 1951 stellvertretender Verteidigungsminister sowie vom 17. September 1951 bis zum 20. Januar 1953 der vierte Verteidigungsminister unter Harry S. Truman. In seine Amtszeit fiel der Koreakrieg.

## Leben
Lovett wurde als Sohn von Robert S. Lovett, dem Vorsitzenden der Union Pacific Railroad, geboren. Er besuchte die Universitäten von Yale und Harvard, wo er 1919 und 1921 seinen Abschluss in Rechtswissenschaften und Betriebswirtschaftslehre erreichte. Außerdem war er während des Ersten Weltkrieges als Ensign mit dem britischen Royal Naval Air Service auf Patrouillen- und Kriegseinsatz. Im Laufe des Einsatzes wurde er in den Rang eines Lieutenant Commanders befördert.
Er begann eine Karriere als Bankier bei der National Bank of Commerce in New York City, später wechselte er zu Brown Brothers Harriman.

### Politische Karriere
Im September 1940 wurde Lovett von Kriegsminister Henry L. Stimson als Experte für Luftkampf ins US-Kriegsministerium berufen. Er überwachte die Aufrüstung der United States Army Air Forces während des Zweiten Weltkrieges. Dafür wurde ihm im September 1945 von Truman die Distinguished Service Medal verliehen. Lovett ging zurück in die Privatwirtschaft, wurde aber zurückgerufen, um als Stellvertreter von George C. Marshall (United States Under Secretary of State) im Außenministerium zu arbeiten. Im Januar 1949 ging er in die Privatwirtschaft zurück, wurde aber von Marshall erneut in die Politik zurückgerufen, diesmal als stellvertretender Verteidigungsminister. Hierbei spielte er eine Schlüsselrolle bei der Schaffung der CIA. Am 17. September 1951 wurde er zum Verteidigungsminister berufen. Dieses Amt behielt er bis zum Ende von Trumans Präsidentschaft am 20. Januar 1953 inne, als er von Charles Erwin Wilson abgelöst wurde. Im Dezember 1960 bot John F. Kennedy, der das Vertrauen der Wallstreet brauchte, Lovett, der eben für die Wallstreet sprach, den Posten des Verteidigungs-, Außen- oder Finanzministers an. Er lehnte jedoch aus gesundheitlichen Gründen ab.
So schlug Lovett für das Finanzministerium C. Douglas Dillon, für das Außenministerium Dean Rusk und für das Verteidigungsministerium den für Kennedy noch unbekannten Robert McNamara vor, der das Amt annahm.

### Spätere Jahre
Nach seiner Ablösung als Verteidigungsminister kehrte er erneut zu Brown Brothers Harriman zurück. Von 1953 bis 1966 war er „chairman of the executive committee“ der Union Pacific Railroad. Er starb am 7. Mai 1986 im Alter von 90 Jahren in Locust Valley.